# Lobogeniates immaculatus
Lobogeniates immaculatus är en skalbaggsart som beskrevs av Lorenzo Camerano 1878. Lobogeniates immaculatus ingår i släktet Lobogeniates och familjen Rutelidae. Inga underarter finns listade i Catalogue of Life.